# Eustaas I van Guînes
Eustaas I van Guînes (circa 1016 - 1052/1065) was van 1036 tot aan zijn dood graaf van Guînes.

## Levensloop
Eustaas was de zoon van graaf Rudolf I van Guînes en diens echtgenote Rosella, de dochter van een graaf van Saint-Pol. In 1036 volgde hij zijn vader op als graaf van Guînes.
Als graaf van Guînes huldigde hij graaf Boudewijn IV van Vlaanderen, waardoor hij vanaf dan vazal van het graafschap Vlaanderen was.
Volgens de 12e-eeuwse kroniekschrijver Lambert d'Ardres was hij goed voor zijn onderdanen en had hij een rechtvaardige ziel.

## Huwelijk en nakomelingen
Eustaas was gehuwd met Suzanne (1015-?), dochter van heer Zeger van Ghermines. Ze kregen volgende kinderen:
- Boudewijn I (1038-1091), graaf van Guînes
- Willem (1040-1071), heer van Bournonville
- Ramelin
- Adela
- Beatrix